# 9.ª reunião de cúpula do G20

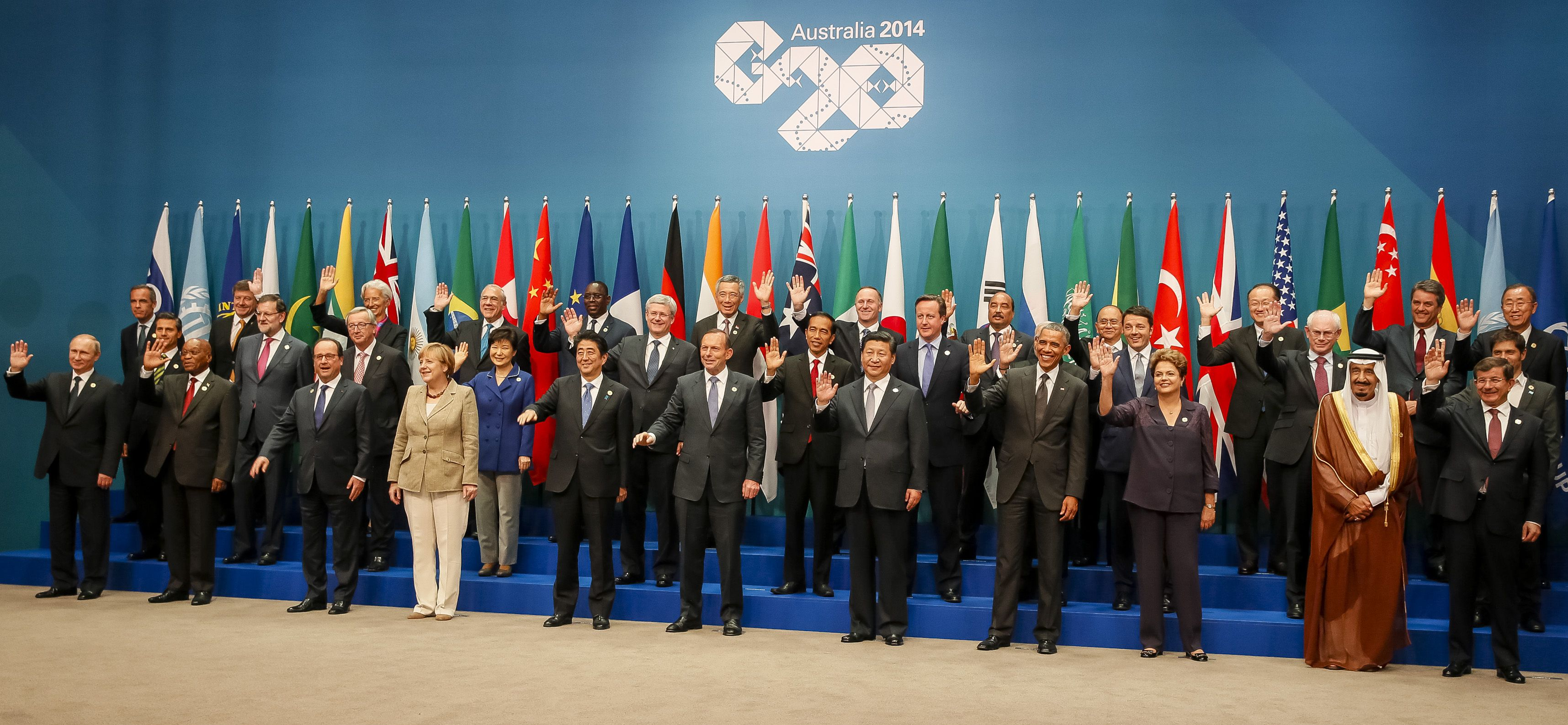
Líderes do G20 na Reunião de cúpula em Brisbane, 2014.

A Reunião de cúpula do G-20 em Brisbane (2014) ocorreu nos dias 15 e 16 de novembro de 2014 na cidade de Brisbane, Austrália. Foi considerado pela imprensa australiana como a maior operação policial realizada em tempos de paz na história do país.
Em dezembro de 2013, pouco tempo após a cúpula anterior, a cidade de Brisbane foi oficialmente anunciada como sede do próximo encontro de líderes do G20. O governo municipal de Brisbane estabeleceu o dia 14 de novembro como feriado, visando uma melhor preparação para a cimeira. Em torno de 4 mil delegados e 2.500 representantes de imprensa eram aguardados. Além dos líderes das vinte maiores economias, os líderes de Mauritânia, Mianmar, Nova Zelândia, Senegal, Espanha e Singapura também foram convidados a participar dos debates.

## Temas
Líderes europeus expressaram seu desejo de apoiar a recuperação da economia global. O Presidente da Comissão Europeia, José Manuel Durão Barroso, e o Presidente do Conselho Europeu, Herman Van Rompuy, destacaram a importância de estratégias de crescimento coordenadas assim como acordos sobre reformas financeiras e ações contra a corrupção para o alcance dos objetivos da cimeira.
De acordo com Waheguru Pal Singh Sidhu, os maiores objetivos da cimeira eram "prover prioridade estratégica ao desenvolvimento, balança financeira e economias emergentes, investimento e infraestrutura, e mercado de trabalho". Professor de finanças internacionais da Universidade de Nova Gales do Sul, Ross Buckley sugeriu que a cimeira enfatizasse a implementação de estratégias financeiras que já existem em detrimento de buscar outras novas.
As mudanças climáticas, aguardadas pela imprensa internacional, não foram incluídas entre temas para debate na cimeira; o primeiro-ministro australiano Tony Abbott afirmou que não queria as discussões variassem do tema de desenvolvimento global, mediante aos efeitos da crise financeira que se prolonga desde 2008. Representantes dos Estados Unidos e União Europeia, no entanto, foram tidos como insatisfeitos com a decisão. Em cada um dos oito eventos anteriores, desde o primeiro em 2008, a questão climática havia sido debatida pelos líderes mundiais.
A imprensa australiana afirmou que o país teria influência sobre os temas em discussão. Mile Callaghan, especialista do assunto pelo Instituto Lowy, afirmou que se a cimeira do G20 chegasse a resultados expressivos, seriam acerca de investimentos em infraestrutura, sistemas de comércio multilateral e combate ao "BEPS". As discussões sobre evasão fiscal foram impulsionadas pelo vazamento de acordos fiscais confidenciais entre o governo de Luxemburgo e mais de 340 empresas multinacionais, no chamado Luxemburgo Leaks.

## Preparativos
Em 2011, a Primeira-ministra australiana, Julia Gillard, aceitou o convite para sediar a próximo reunião de cúpula do G20. A cidade de Brisbane foi eleita por conta de sua infraestrutura aérea superior à de Sydney, maior e mais conhecida. Em outubro de 2013, o Parlamento de Queensland aprovou o planejamento de segurança para a realização do evento.
O evento envolveu uma complexa operação de segurança. Os organizadores do evento buscaram garantir todas as medidas de segurança necessárias aos visitantes e também minimizar os distúrbios causados aos habitantes da cidade. Cerca de 6.000 policiais de Queensland e da Nova Zelândia foram deslocados para trabalhar no evento, e outros 600 voluntários prestaram assistência durante a cimeira.
Vias públicas entre o centro comercial e o Aeroporto Internacional de Brisbane foram temporariamente fechadas. Cerca de 1.500 especialistas em segurança, incluindo equipes interestaduais e ultramarinas, realizaram patrulhas nos arredores da cidade. Os serviços de transporte público foram reduzidos, visando a liberação das vias de acesso ao local do evento.
O custo total do evento foi estimado em cerca de 400 milhões de dólares.

## Participantes

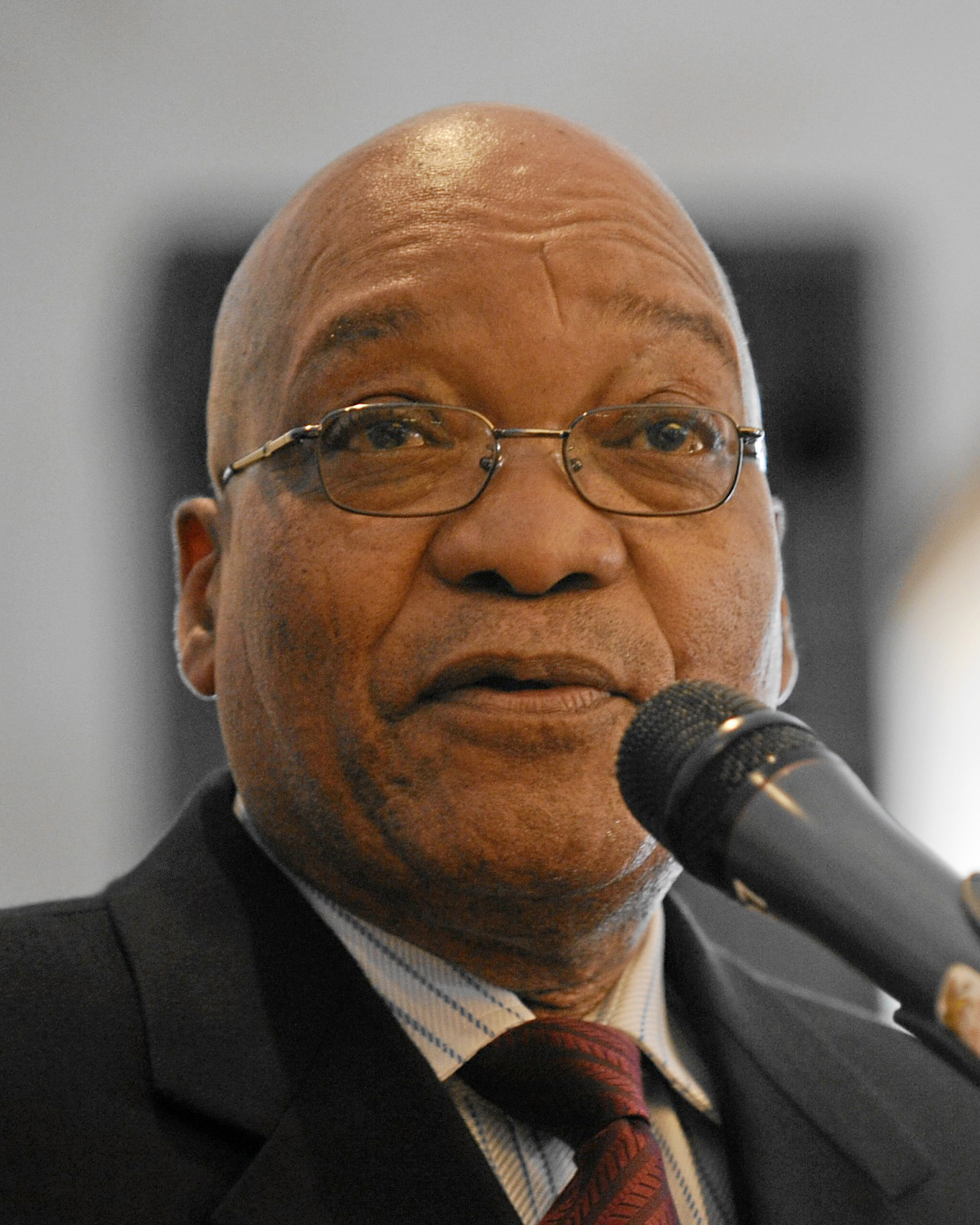
África do Sul Jacob Zuma
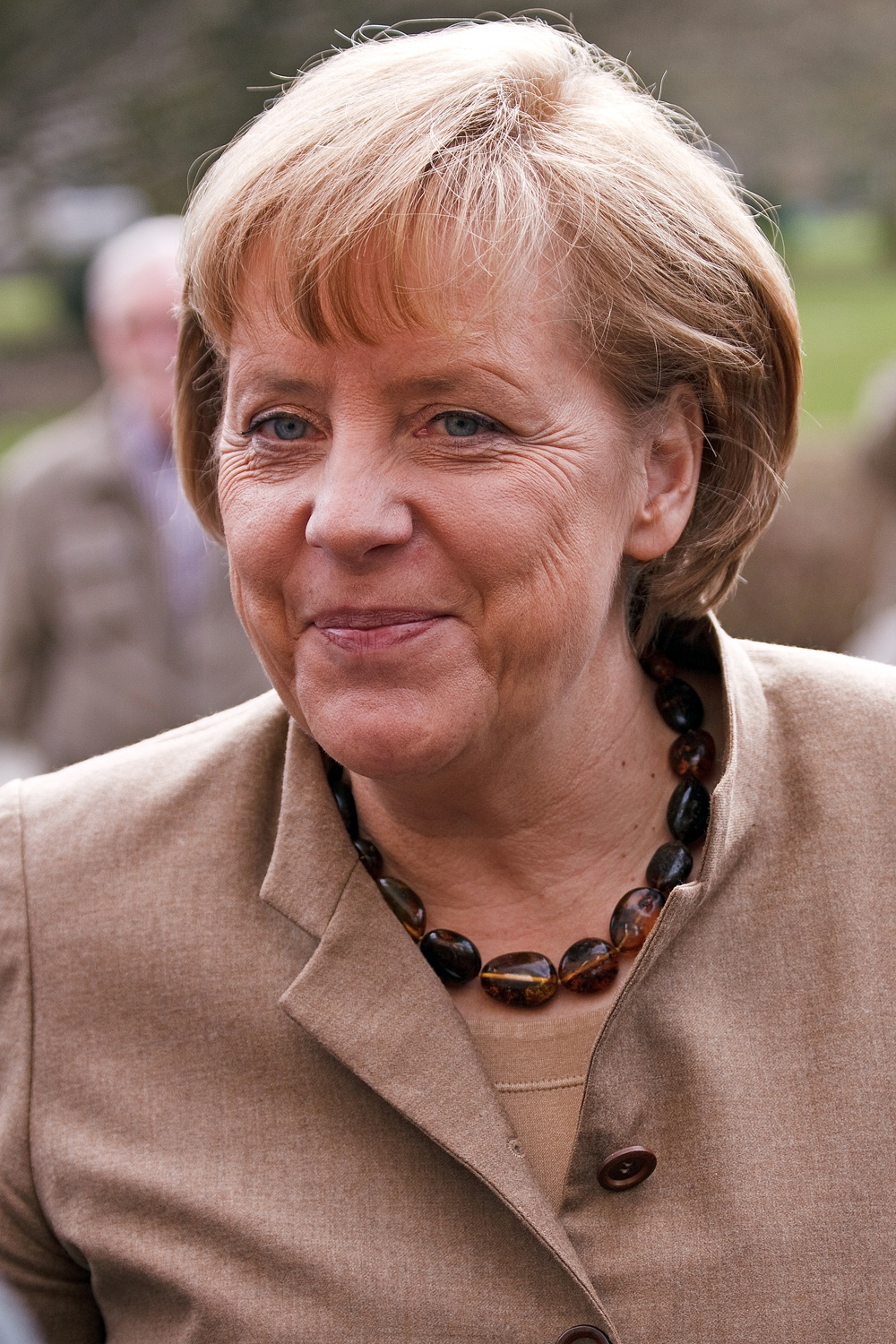
Alemanha Angela Merkel
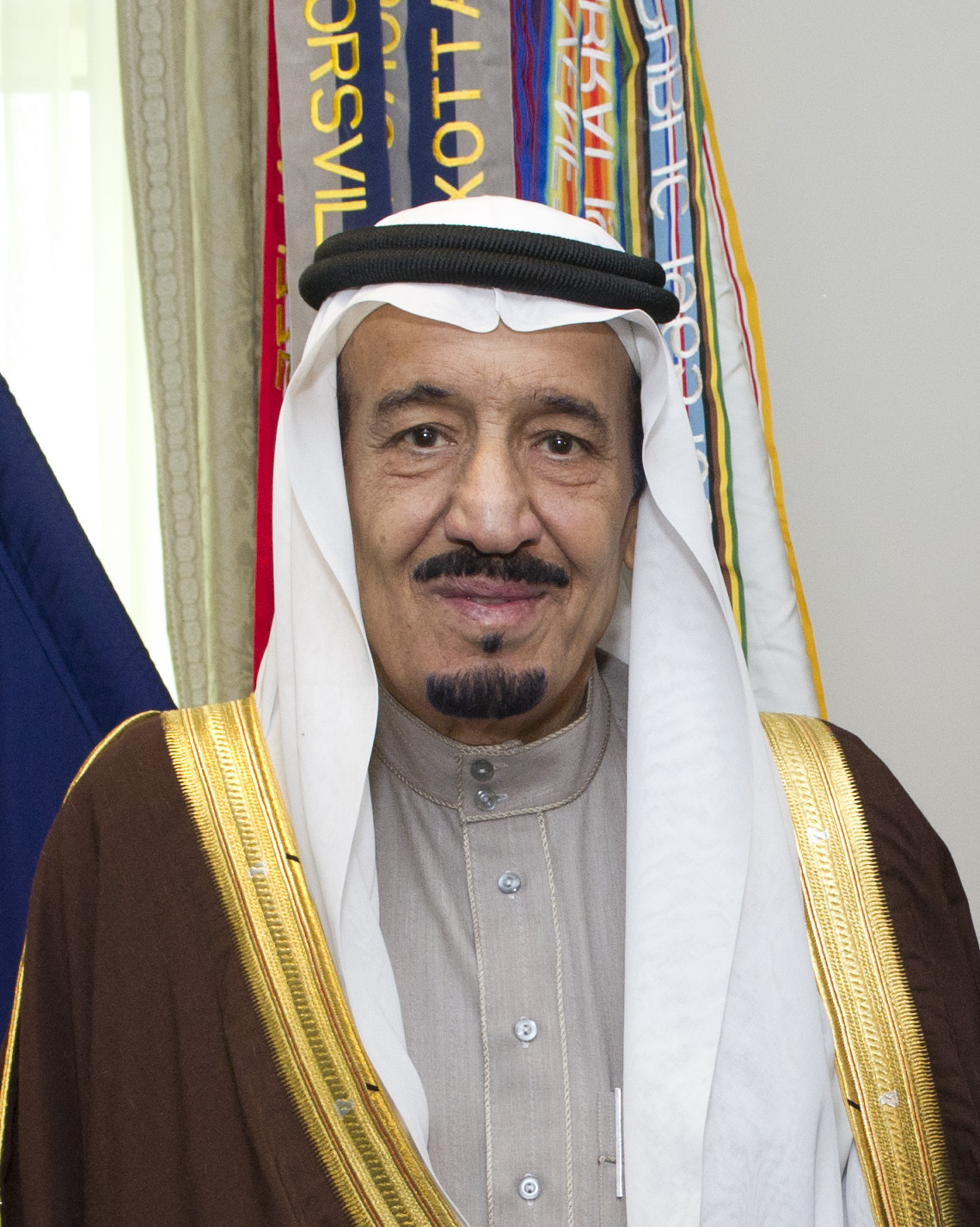
Arábia Saudita Rei Salman
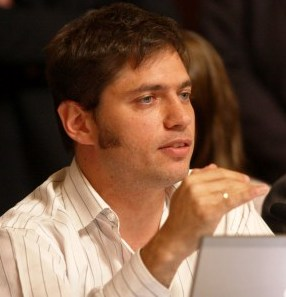
Argentina Axel Kicillof
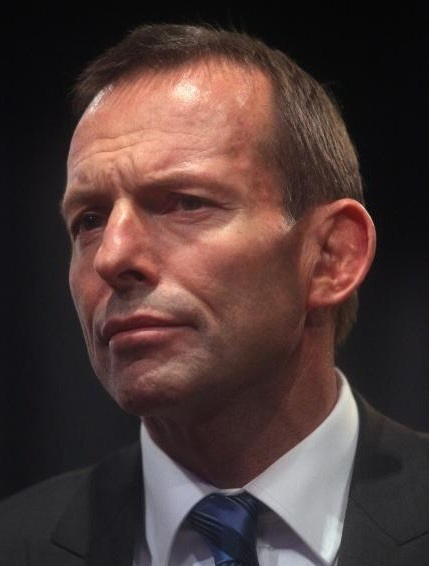
Austrália Tony Abbott
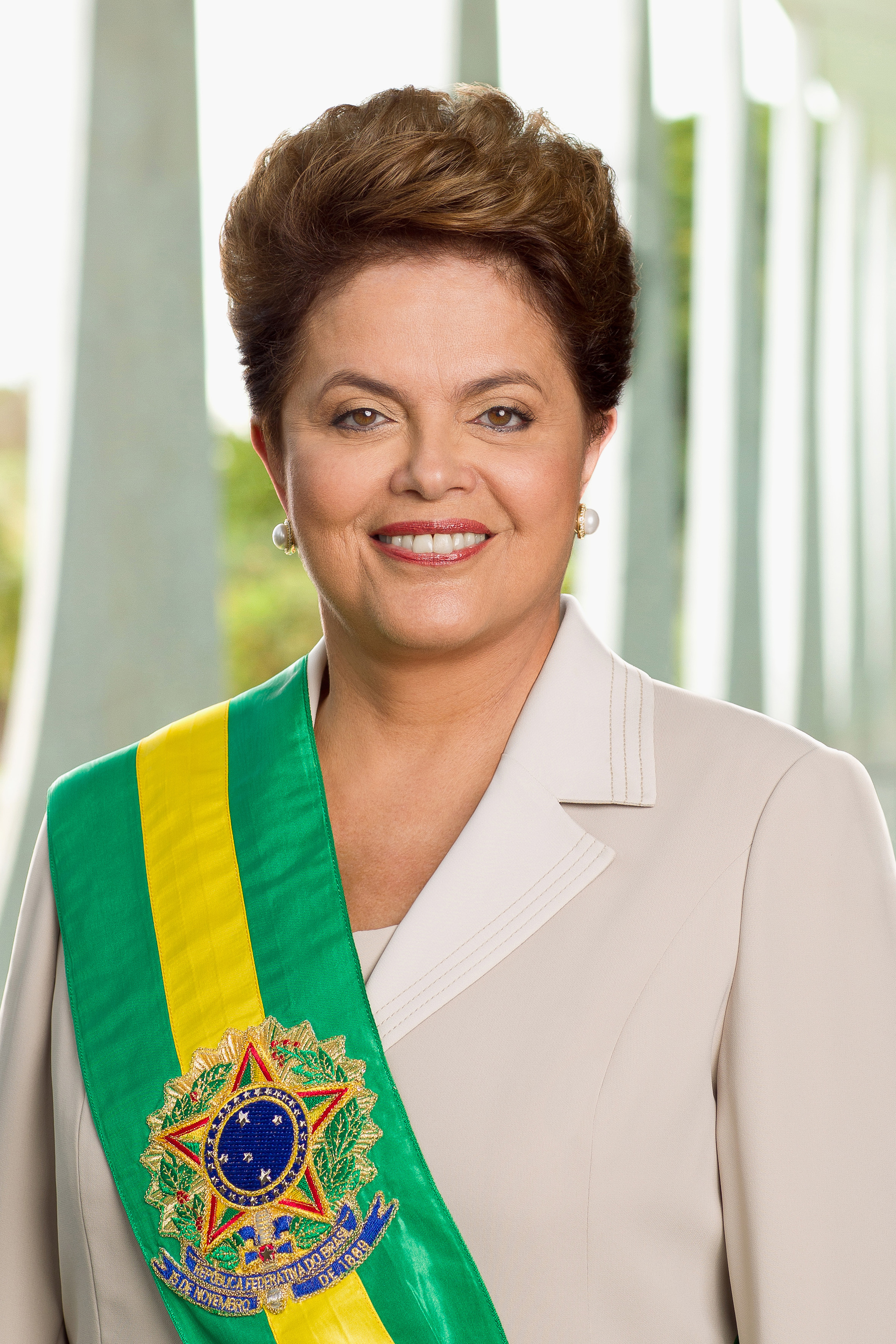
Brasil Dilma Rousseff
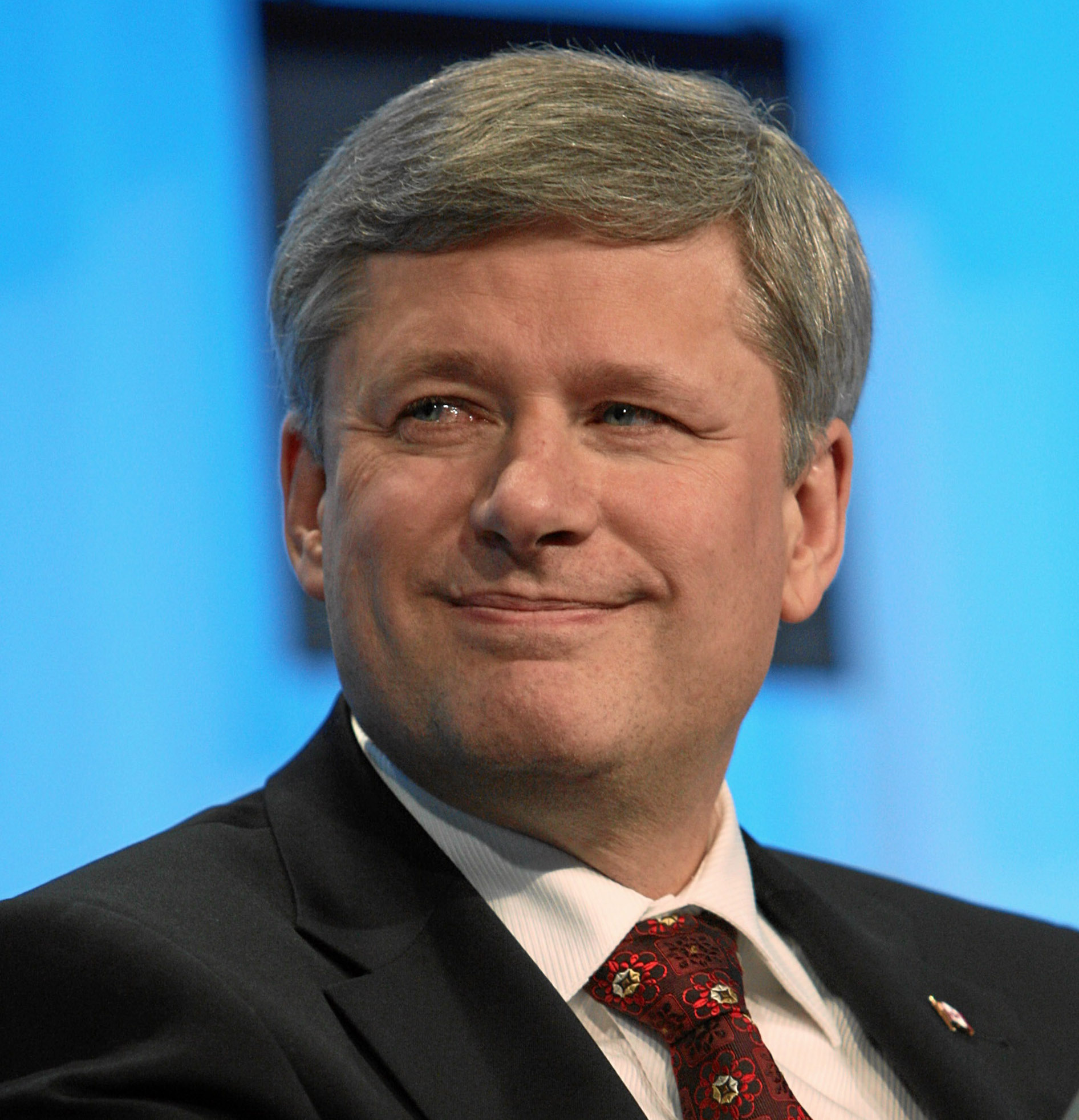
Canadá Stephen Harper
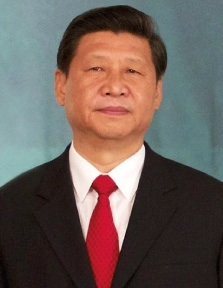
China Xi Jinping
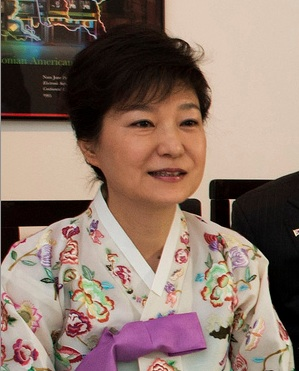
Coreia do Sul Park Geun-hye
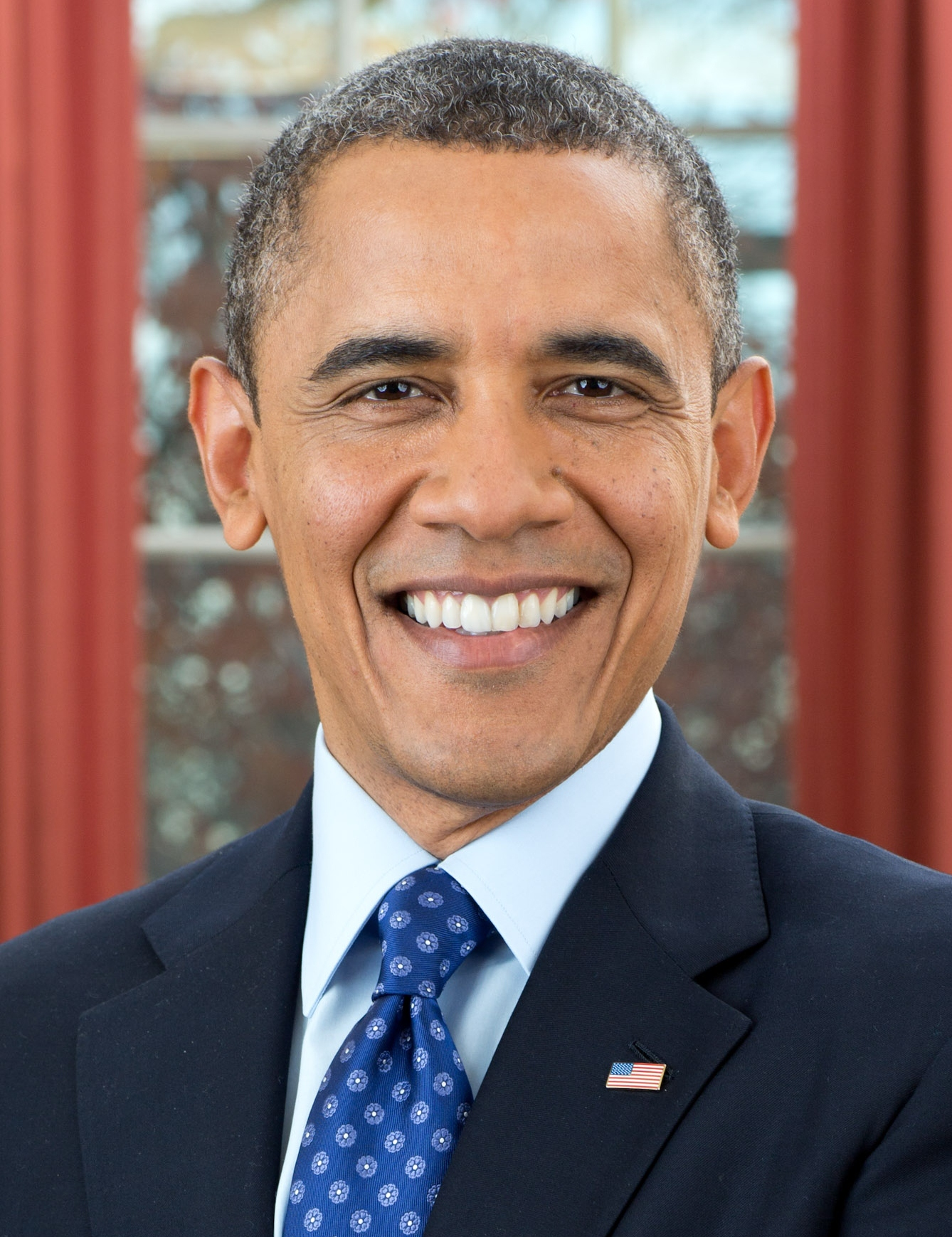
Estados Unidos Barack Obama
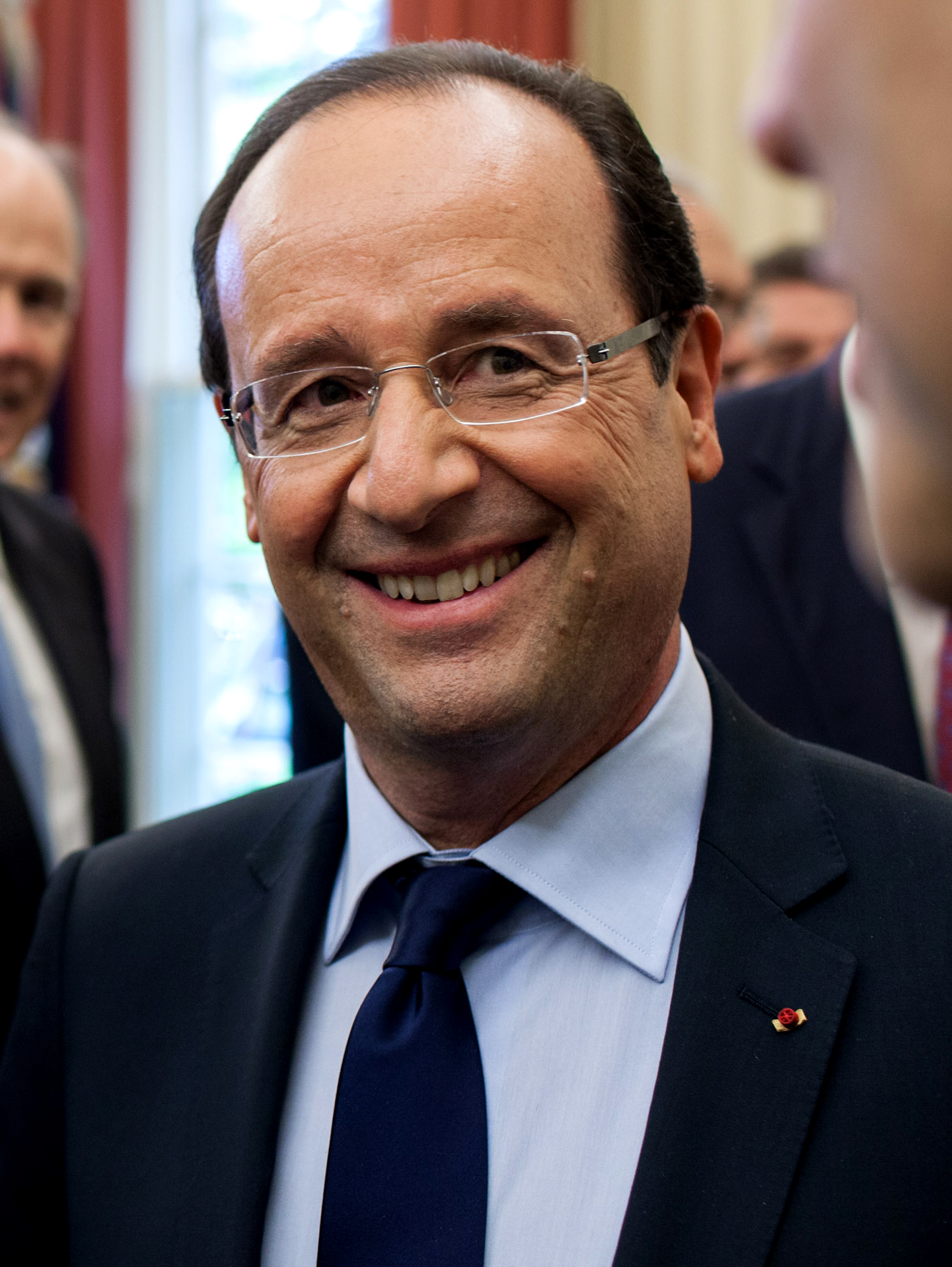
França François Hollande
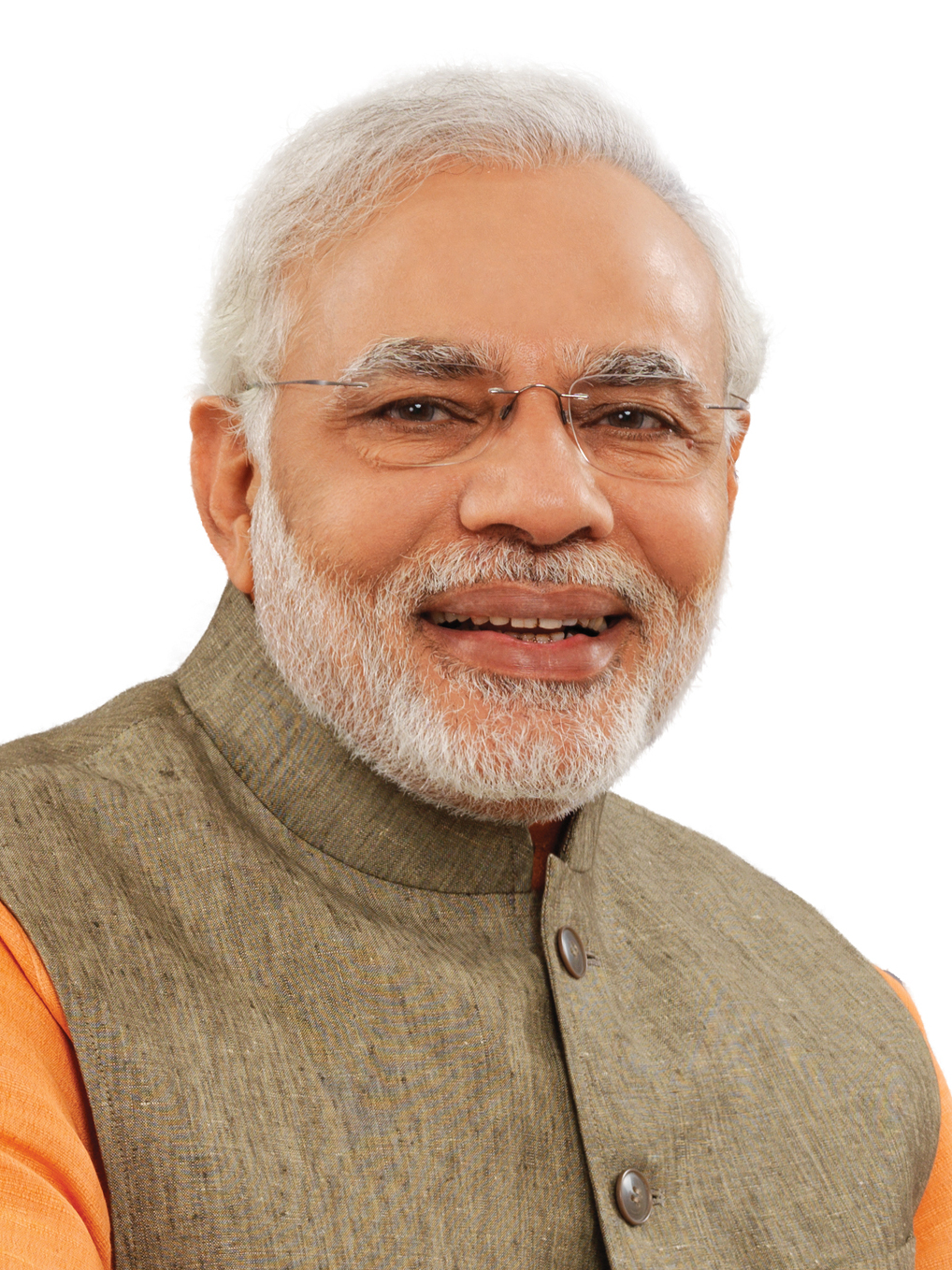
Índia Narendra Modi
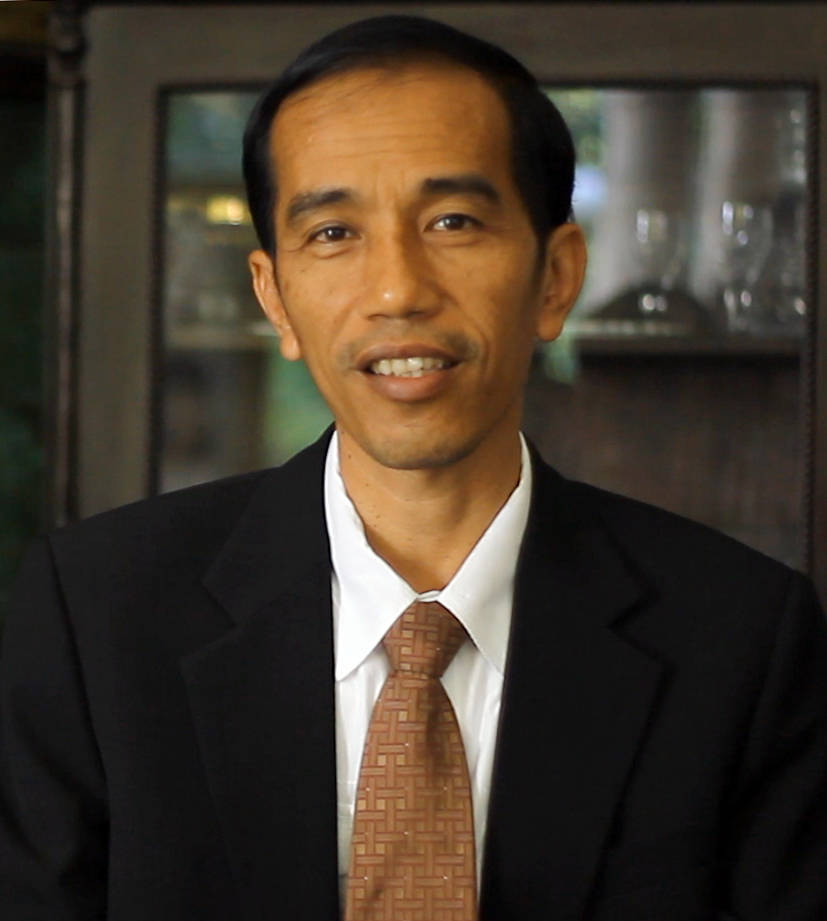
Indonésia Joko Widodo
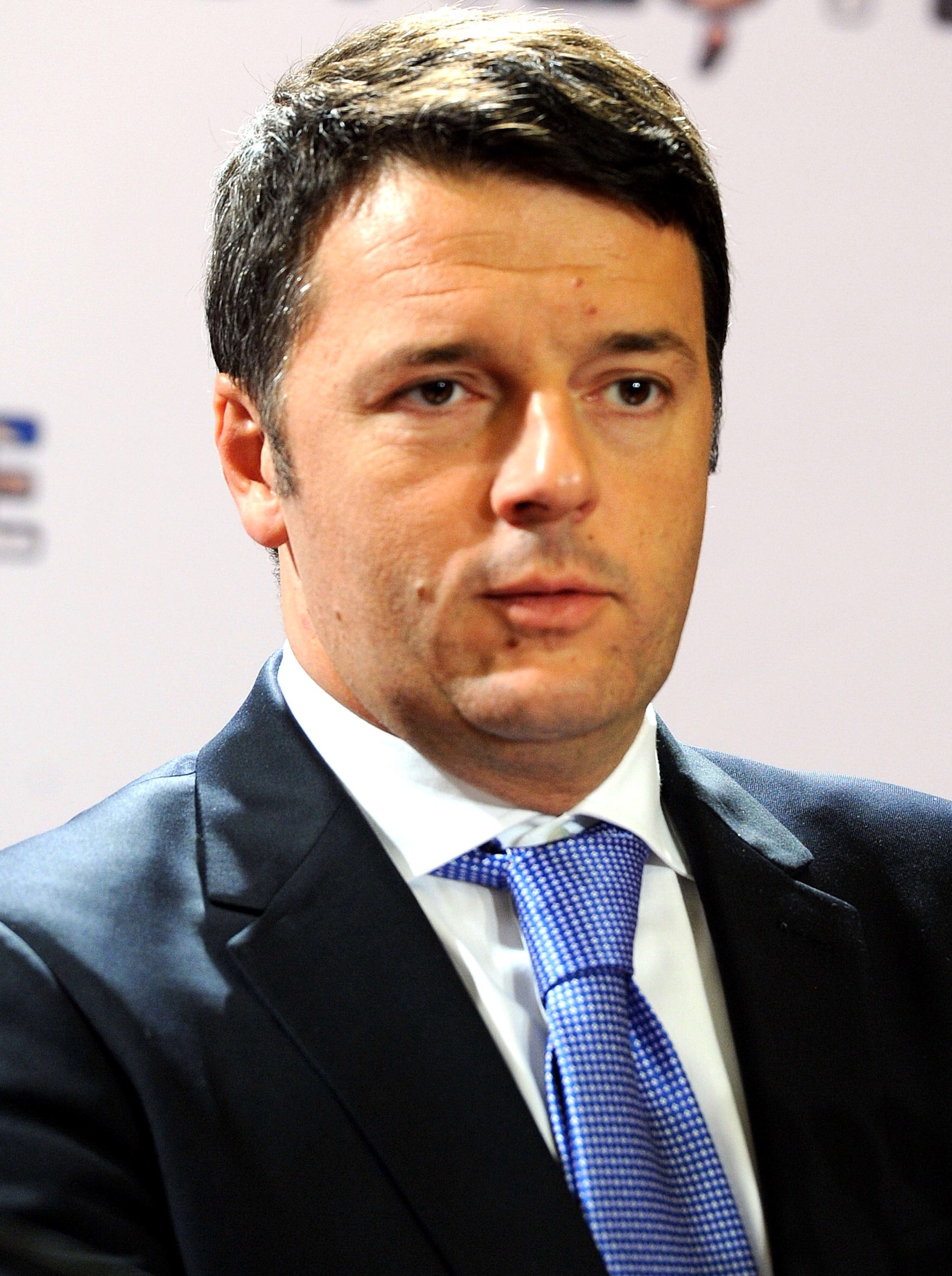
Itália Matteo Renzi
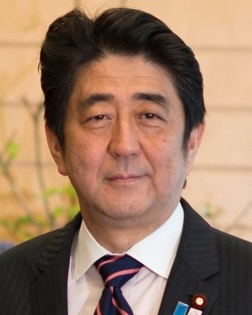
Japão Shinzo Abe
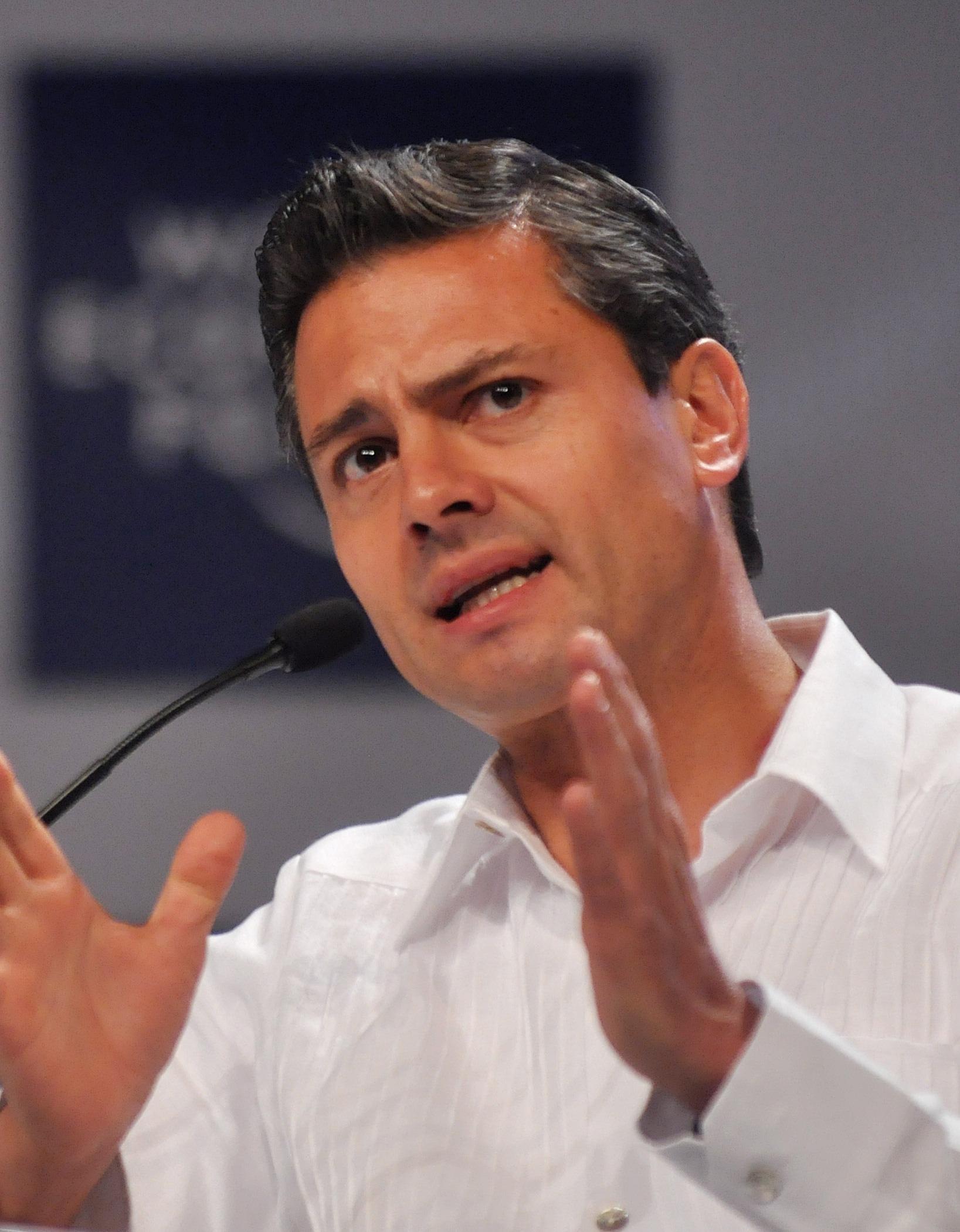
México Enrique Peña Nieto
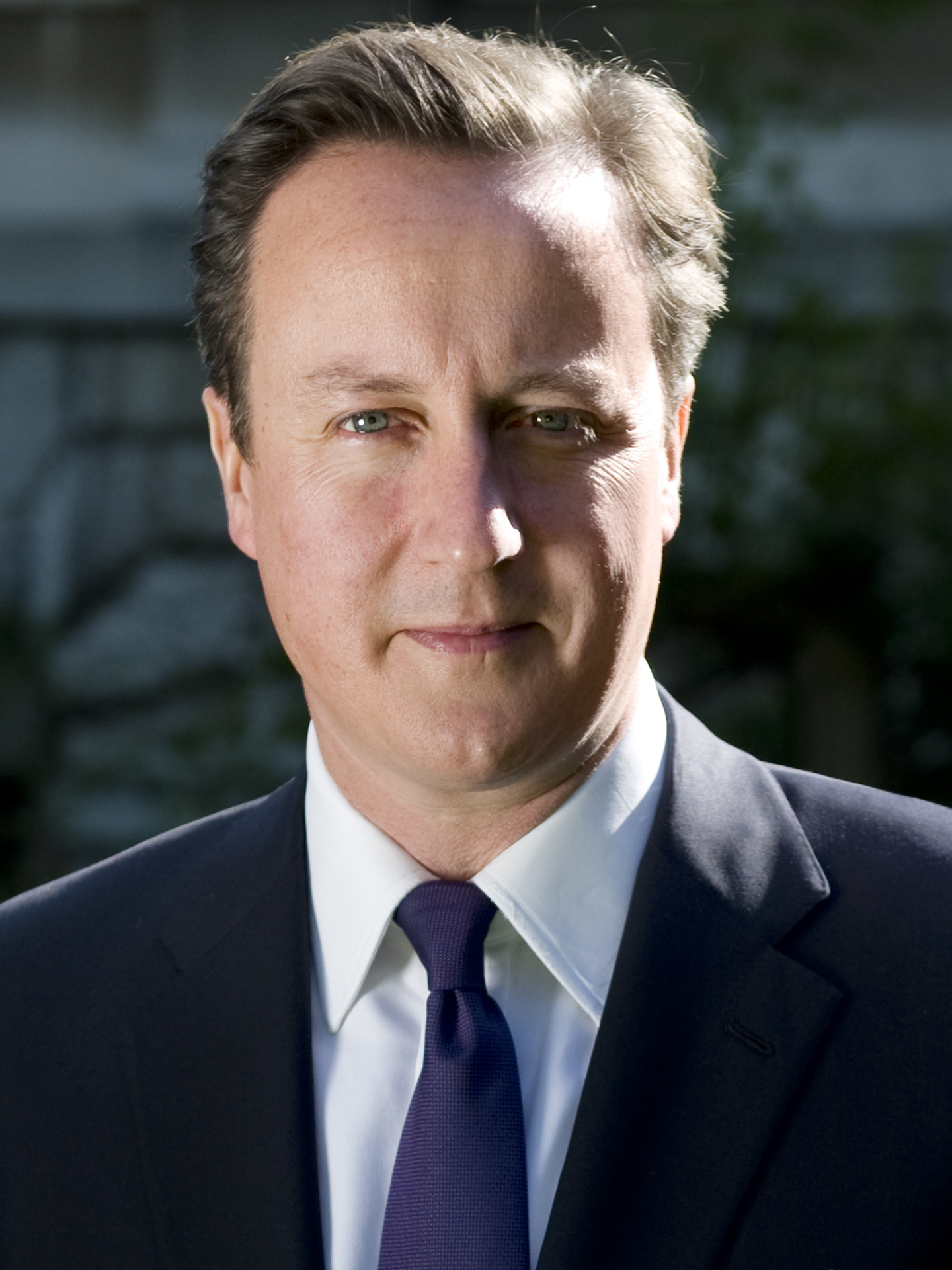
Reino Unido David Cameron
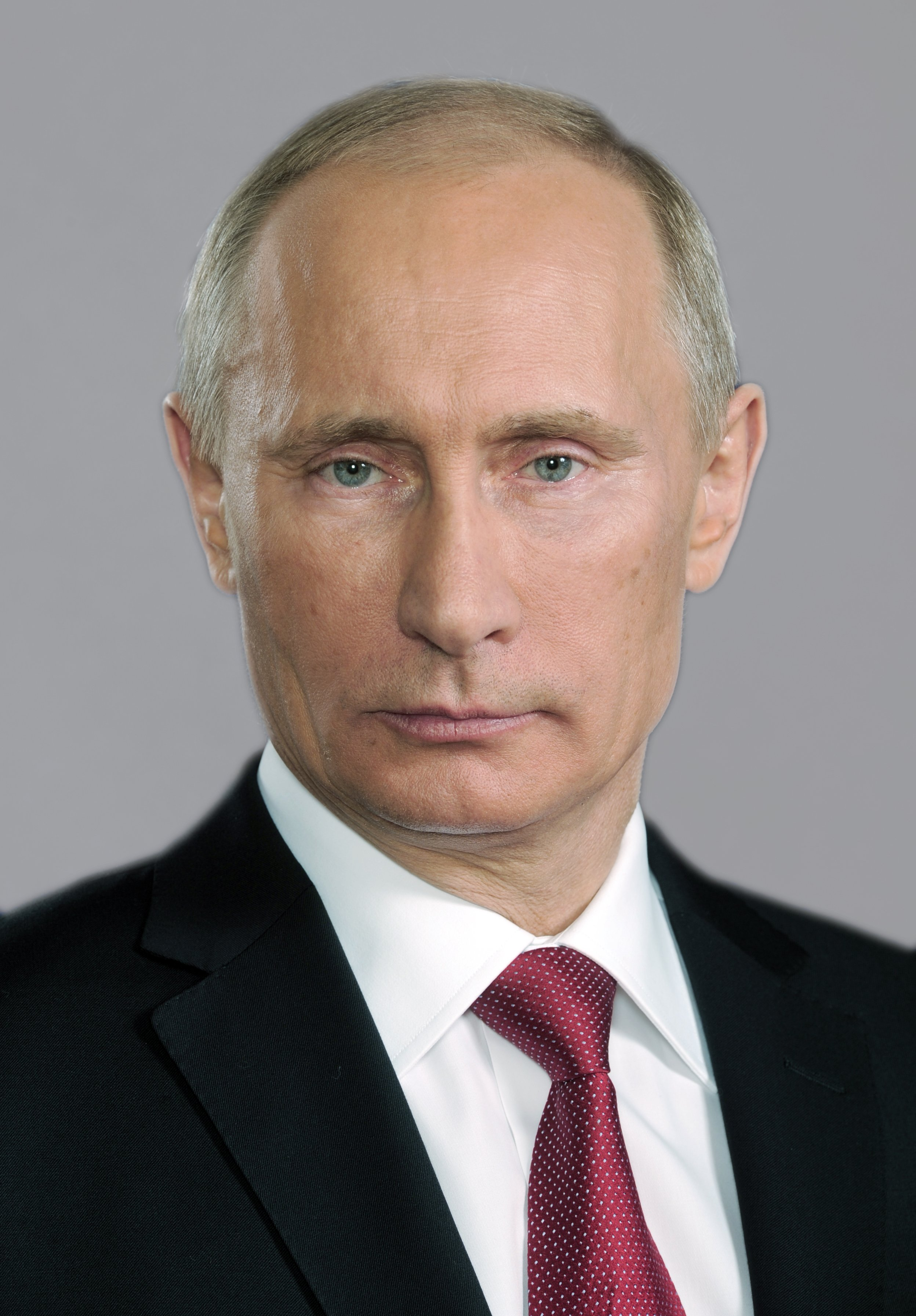
Rússia Vladimir Putin
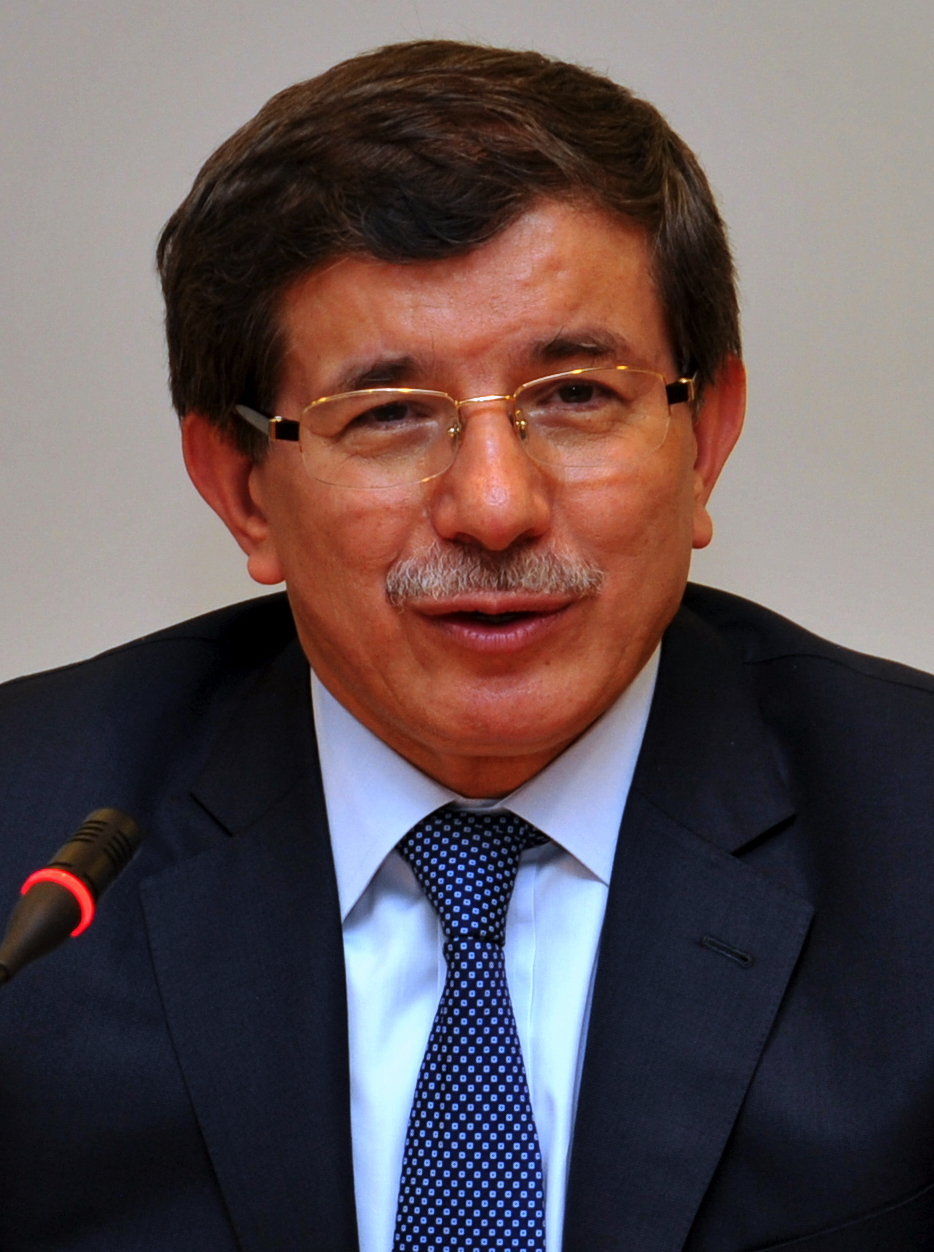
Turquia Ahmet Davutoğlu
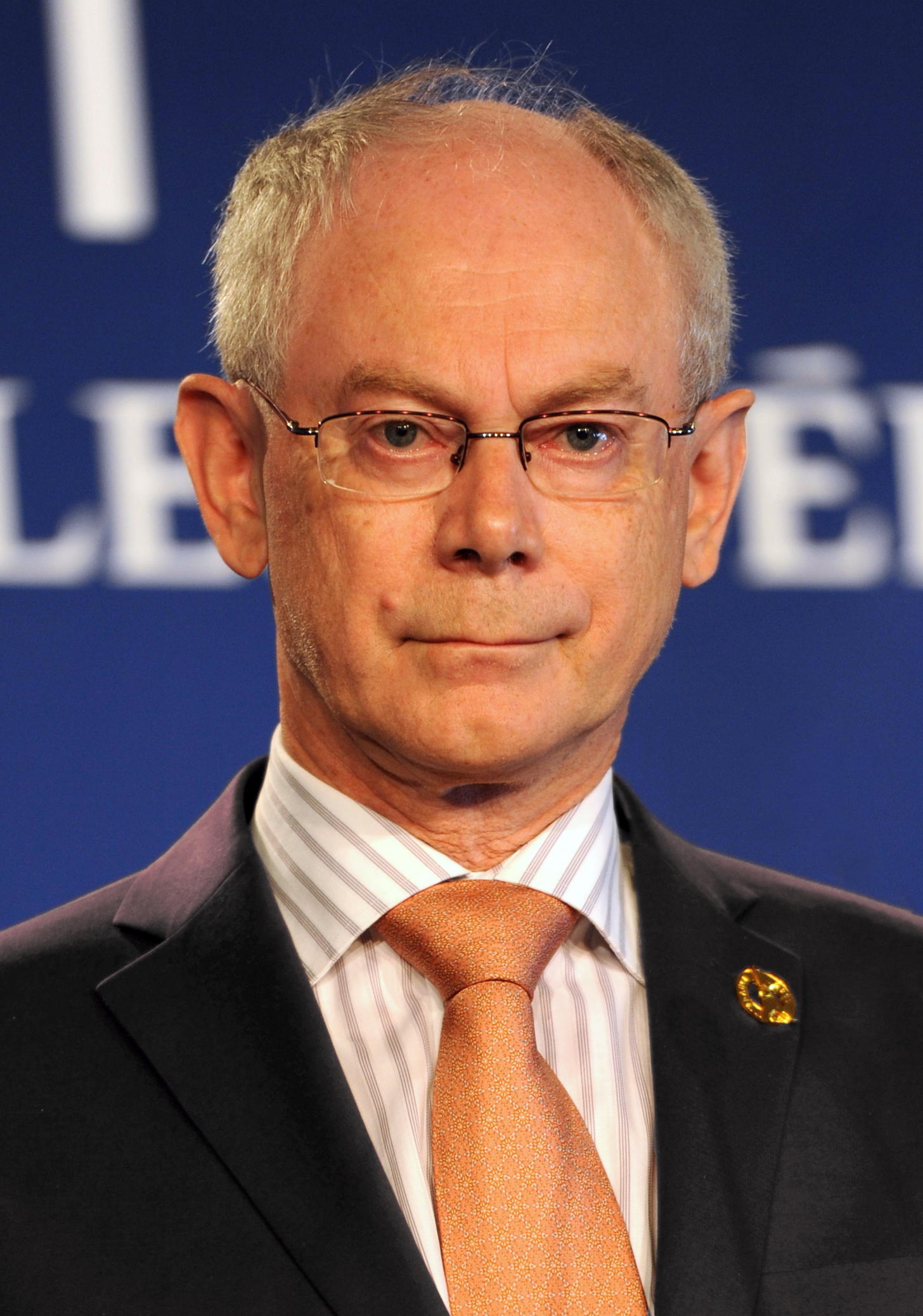
Conselho Europeu Herman Van Rompuy
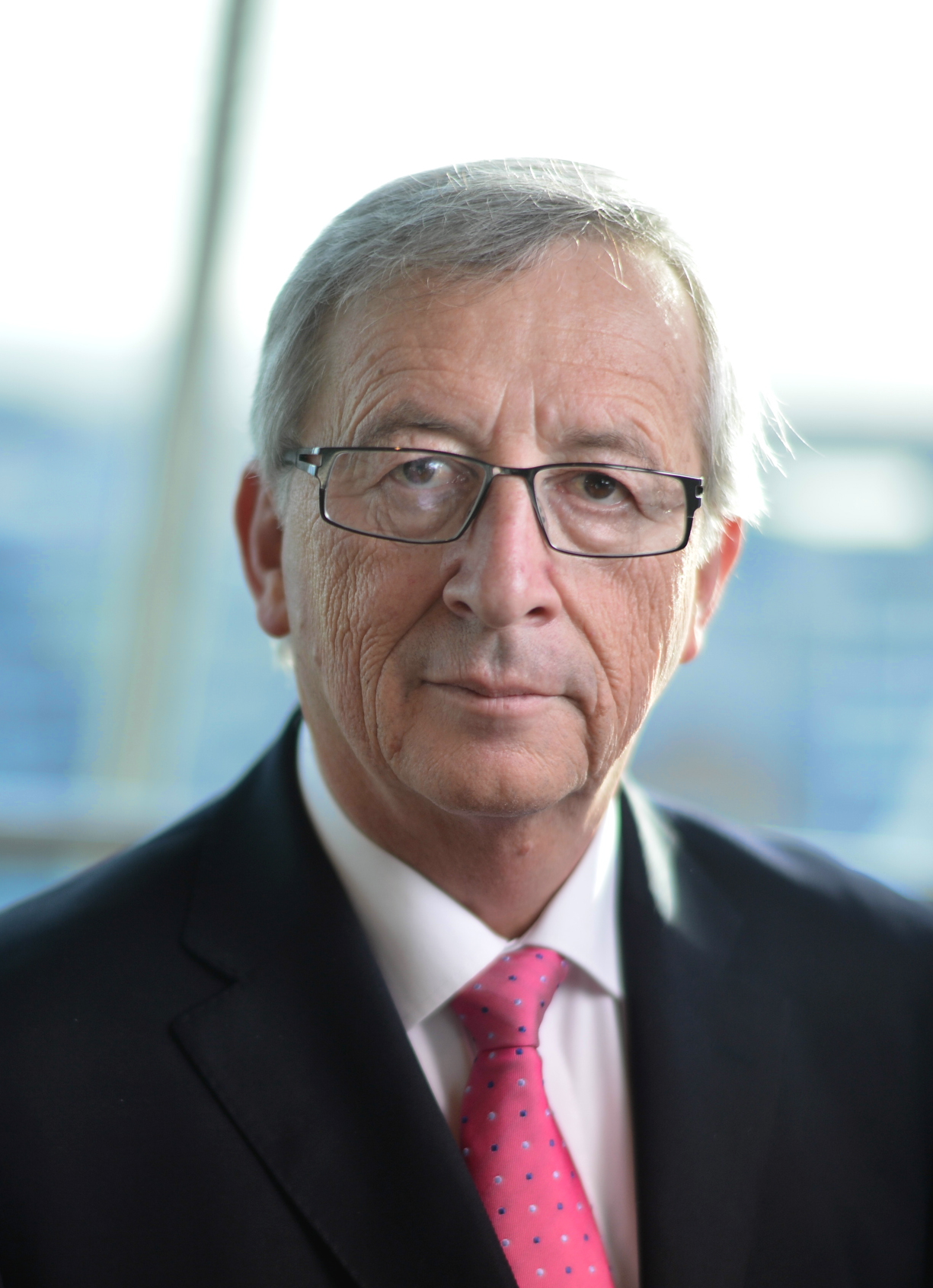
Comissão Europeia Jean-Claude Juncker

### Convidados

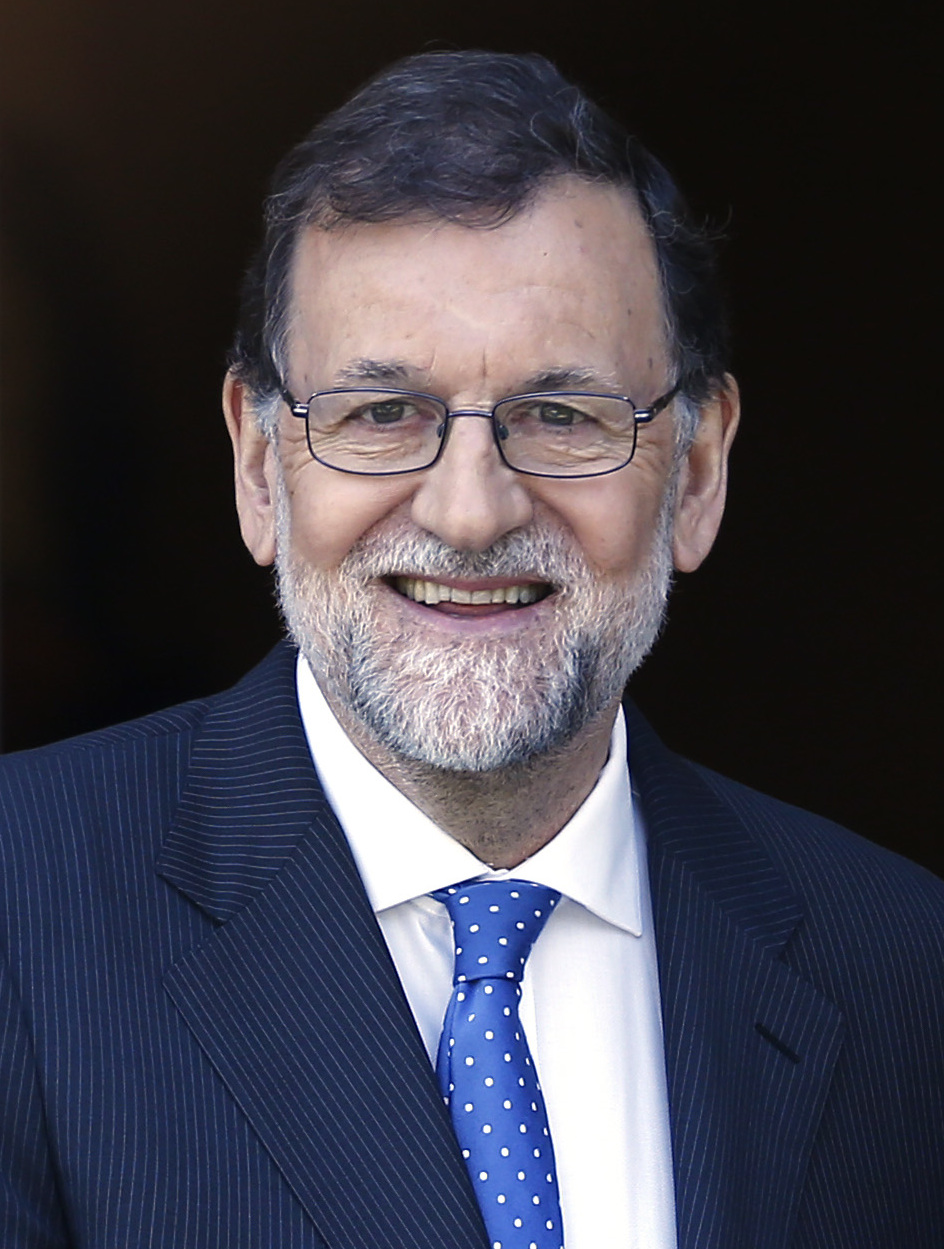
Espanha Mariano Rajoy, Presidente do Governo, convidado permanente
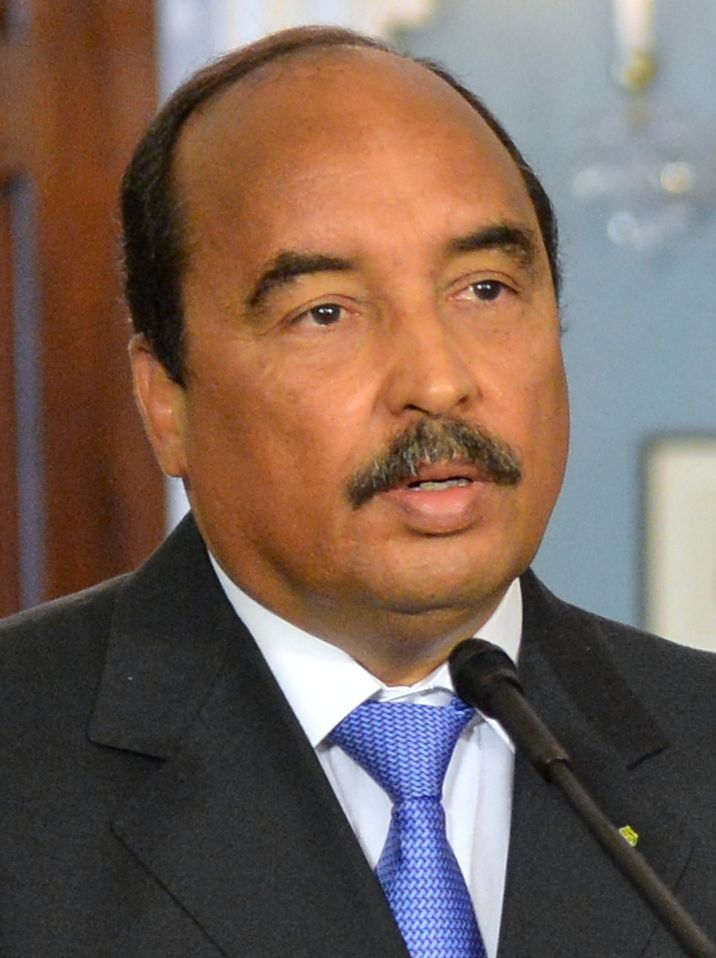
Mauritânia Mohamed Ould Abdel Aziz, Presidente, 2014 presidente da União Africana
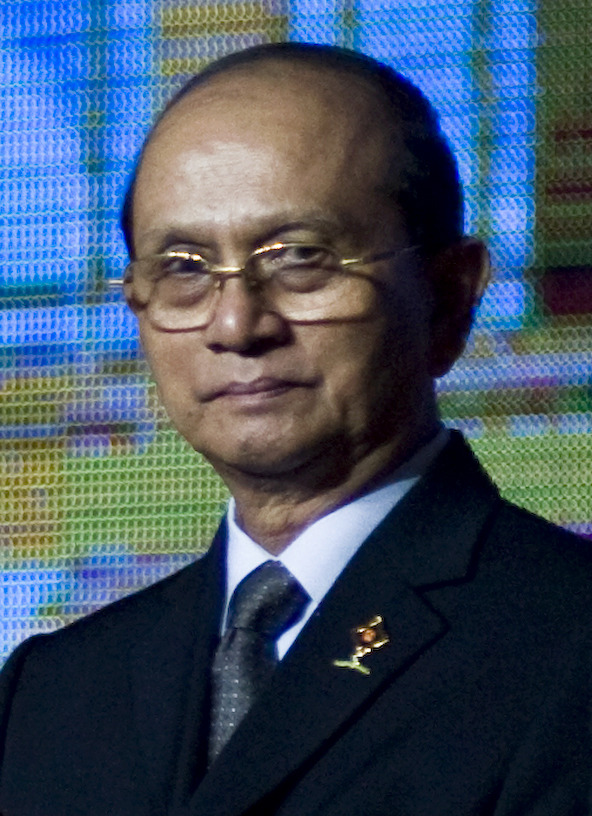
Myanmar Thein Sein, Presidente, 2014 presidente da ASEAN
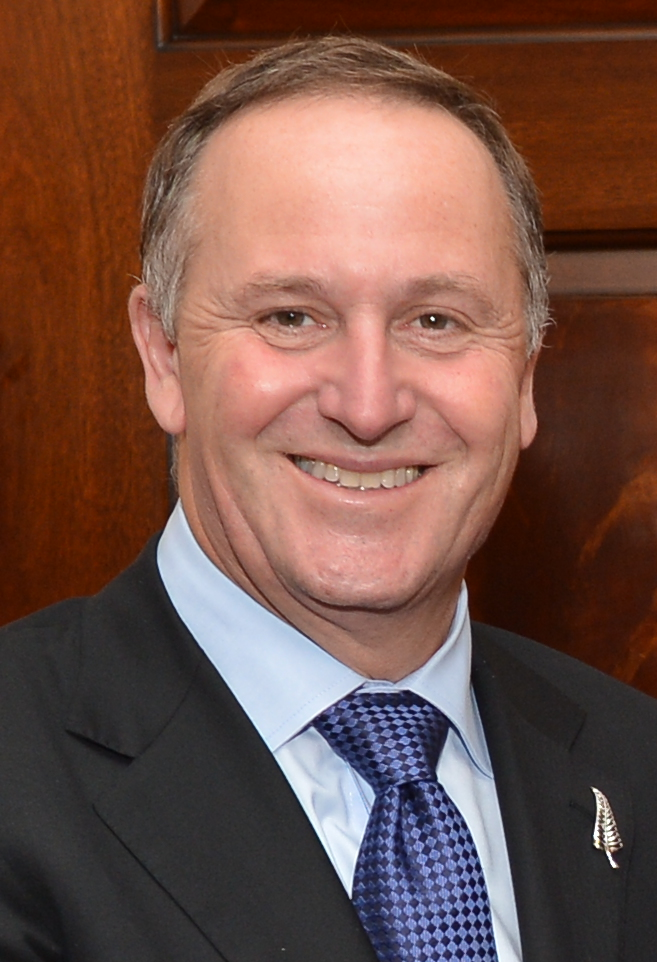
Nova Zelândia John Key, Primeiro-ministro
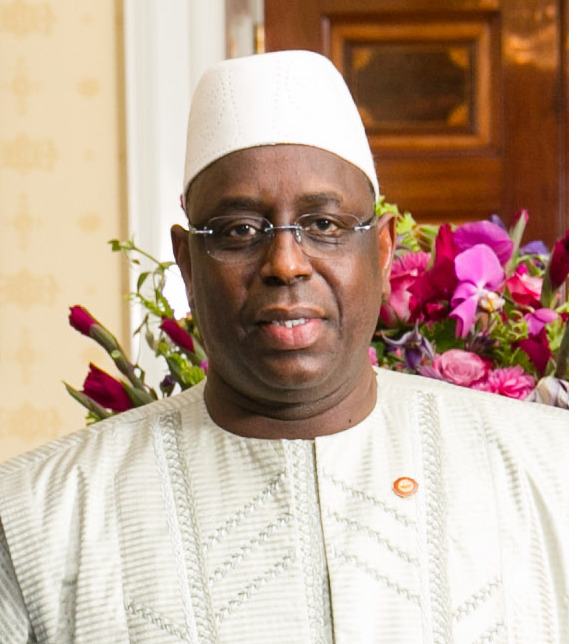
Senegal Macky Sall, Presidente, presidente da NEPAD
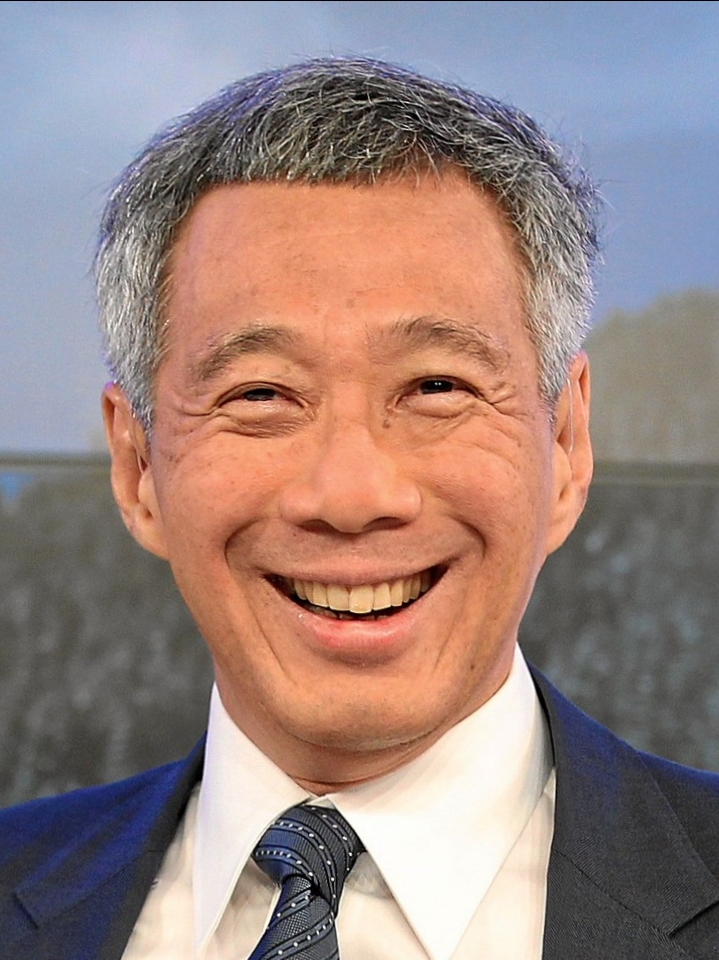
Singapura Lee Hsien Loong, Primeiro-ministro